# The Sky Is Crying
«The Sky Is Crying» — сингл американського блюзового музиканта Елмора Джеймса, випущений лейблом Fire Records в 1960 році. В 1960 році платівка посіла 15 місце в ритм-енд-блюзовому чарті Billboard Black Singles."The Sky Is Crying" була визнана класикою блюзу та обрана до Зали слави блюзу у 1991 році в номінації класичний блюзовий запис — сингл/пісня.

## Учасники запису
- Елмор Джеймс — слайд-гітара, вокал;
- Оді Пейн — ударні;
- Джонні Джонс — фортепіано;
- Гоумсік Джеймс — бас-гітара;
- Джей-Ті Браун — саксофон.

## Інші версії
- 1960 — Через п'ять місяців після виходу «The Sky Is Crying» Елмор Джеймс записав інший варіант пісні, «The Sun Is Shining», в квітні 1960 року на лейблі (Chess 1756).[4]
- 1963 — Санні Бой Вільямсон II записав пісню в стилі кантрі-блюз дуетом з Меттом Мерфі (акустична гітара) (Storyville LP 158). Інший варіант пісні був записаний Вільямсом під час концерту в барі Blue Bar в Парижі 1 грудня, 1963 року, дуетом з Мемфісом Слімом (фортепіано) для альбому Sonny Boy Williamson and Memphis Slim.
- 1964 — Молодий Ерік Клептон разом з The Yardbirds записали повільний блюз, використавши рядки з пісні «The Sky Is Crying» (Castle Music CD). В 1966 році, з Джеффом Беком (слайд-гітара), Yardbirds записали пісню The Sun Is Shining під час виступу на студії BBC (BOJCD 200).
- 1967 — Хаунд-Дог Тейлор записав пісню в дуеті з Літтл Волтером (гармоніка) під час концерту в рамках американського фолк-блюзового фестивалю (Fontana). Згодом Тейлор записав ще одну концертну версію разом зі своїм гуртом the HouseRockers в Бостоні в 1977 році. (New Rose).
- 1968 — Лейсі Гібсон («The Sky Is Crying», Repeto)
- 1969 — Альберт Кінг записав версію для альбому Years Gone By (Stax STS-2010), яка стала його однією з найвідоміших пісень. Пізніше цей варіант перейняв Стіві Рей Вон. Альберт Кінг записав численну кількість варіантів пісні під час концертнів.
- 1969 — Лютер Еллісон записав пісню Джеймса для свого дебютного альбому Love Me Mama (Delmark DE-635).
- 1969 — Джимі Хендрікс, Бадді Майлз та Ерік Бердон разом з іншими музикантами виконали пісню під час джем-сесії «Всі зірки» в рамках Ньюпортського фестивалю поп-музики.
- 1969 — Ерл Хукер записав версію для альбому Don't Have to Worry з вокалом Джонні «Бул Мус» Вокера (Bluesway BLS-6032).
- 1971 — The Allman Brothers Band зіграли пісню на похоронах Дуейна Оллмена.[5]
- 1972 — Лайтнін Слім записав варіант пісні для свого живого альбому Blue Lightning (Indigo).
- 1972 — Фредді Кінг записав варіант пісні для свого живого альбому Texas Cannonball (DCC Compact Classics).
- 1977 — Джордж Торогуд записав пісню для свого другого альбому Move It on Over (Rounder). Концертна версія увійла до альбому 1986 року Live Thorogood (Rounder).
- 1978 — Меджик Слім записав пісню для свого другого альбому Highway Is My Home (Black and Blue).
- 1984 — Альберт Кінг записав ще один варіант пісні для альбому I'm in a Phone Booth, Baby (Stax).
- 1985 — Стіві Рей Вон записав пісню під час сесій для альбому Soul to Soul, однак вона увійшла лише до альбому 1991 року The Sky Is Crying, який вийшов після смерті музиканта. (Epic EK 47390).
- 1992 — У 1992 році співак соул-блюзу Гері Б. Б. Коулмен зробив кавер на цю пісню у своєму альбомі Too Much Weekend.[6]
- 1998 — Джон Мартін записав пісню для свого альбому кавер-версій The Church with One Bell (Independiente).
- 2004 — Етта Джеймс для Blues to the Bone